# Circunscripción electoral de Cantabria

Circunscripción de Cantabria
Cortes Generales* Congreso: 5 escaños (de 350)
- Senado: 4 senadores (de 266)Parlamento de Cantabria* 35 diputados (de 35)

Cantabria es una de las 52 circunscripciones electorales utilizadas desde 1977 como distritos electorales en la Cámara Baja de las Cortes Generales de España, el Congreso de los Diputados, y una de las 59 de la Cámara Alta, el Senado, además de la circunscripción única para el Parlamento de Cantabria. Elige 5 diputados en el Congreso y 4 senadores en el Senado.

## Ámbito y sistema electoral
En virtud de los artículos 68.2 y 69.2 de la Constitución Española de 1978 los límites de la circunscripción deben ser los mismos que los de la provincia de Cantabria, y en virtud del artículo 140, su ámbito sólo puede modificarse con la aprobación del Congreso. El voto es sobre la base de sufragio universal secreto. En virtud del artículo 12 de la constitución, la edad mínima para votar es de 18 años.
En el caso del Congreso de los Diputados, el sistema electoral utilizado es a través de una lista cerrada con representación proporcionaly con escaños asignados usando el método D'Hondt. Sólo las listas electorales con el 3 % o más de todos los votos válidos emitidos, incluidos los votos «en blanco», es decir, para «ninguna de las anteriores», se pueden considerar para la asignación de escaños. En el caso del Senado, el sistema electoral sigue el escrutinio mayoritario plurinominal. Se eligen cuatro senadores y los partidos pueden presentar un máximo de tres candidatos. Cada elector puede escoger hasta tres senadores, pertenezcan o no a la misma lista. Los cuatro candidatos más votados son elegidos.

## Elegibilidad
El artículo 67.1 de la Constitución española prohíbe ser simultáneamente miembro del Congreso de los Diputados y de un parlamento autonómico, lo que significa que los candidatos deben renunciar al cargo si son elegidos para un parlamento autonómico. No existe incompatibilidad similar en el caso de los senadores. El artículo 70 aplica también la inelegibilidad a los magistrados, jueces y fiscales en activo, Defensor del Pueblo, militares en servicio, los agentes de policía en activo y los miembros del tribunal constitucional y juntas electorales.

## Número de diputados
Desde las elecciones generales de España de 1977, primeras elecciones celebradas tras la restauración de la democracia, hasta 2016 a Cantabria le corresponde la elección de cinco diputados.
En virtud de la ley electoral española, todas las provincias tienen derecho a un mínimo de 2 escaños con 248 escaños restantes prorrateada de acuerdo a la población. Esta normativa se explica detalladamente en la ley electoral 1985 (Ley Orgánica del Régimen Electoral General).
En 2004 por ejemplo en España había 34 571 831 votantes, lo que da un ratio de 98 777 votantes por Diputado. Sin embargo en Cantabria el número de votantes por Diputado fue de 95 838.

## Parlamento de Cantabria

### Diputados obtenidos por partido (1983-2023)
|                        | Partido Popular de Cantabria        | PP de Cantabria | 18a | 19a | 6  | 13 | 19 | 18 | 17 | 20 | 13 | 9  | 15 |
|                        | Partido Socialista de Cantabria     | PSC-PSOE        | 15  | 13  | 16 | 10 | 14 | 13 | 10 | 7  | 5  | 7  | 8  |
|                        | Partido Regionalista de Cantabria   | PRC             | 2   | 5   | 2  | 6  | 6  | 8  | 12 | 12 | 12 | 14 | 8  |
|                        | Vox                                 | VOX             |     |     |    |    |    |    |    |    | 0  | 2  | 4  |
|                        | Ciudadanos-Partido de la Ciudadanía | CS              |     |     |    |    |    |    |    |    | 2  | 3  | 0  |
|                        | Podemos Cantabria                   | PODEMOS         |     |     |    |    |    |    |    |    | 3  | 0  | 0  |
|                        | Izquierda Unida de Cantabria        | IUC             |     | 0   | 0  | 3  | 0  | 0  | 0  | 0  | 0  | 0  | 0  |
| Partidos desaparecidos |                                     |                 |     |     |    |    |    |    |    |    |    |    |    |
|                        | Unión para el Progreso de Cantabria | UPCA            |     |     | 15 | 7  | 0  |    |    |    |    |    |    |
|                        | Centro Democrático y Social         | CDS             | 0   | 2   | 0  | 0  | 0  |    |    |    |    |    |    |
| Total                  | Total                               | Total           | 35  | 39  | 39 | 39 | 39 | 39 | 39 | 39 | 35 | 35 | 35 |

a Los resultados corresponden a los de Coalición Popular: Alianza Popular-Partido Demócrata Popular-Unión Liberal (AP-PDP-UL).
.

## Congreso de los Diputados

### Escaños obtenidos por partido (1977-2023)
| Candidatura            | Candidatura     | 1977 | 1979 | 1982 | 1986 | 1989 | 1993 | 1996 | 2000 | 2004 | 2008 | 2011 | 2015 | 2016 | 2019 (I) | 2019 (II) | 2023 |
| ---------------------- | --------------- | ---- | ---- | ---- | ---- | ---- | ---- | ---- | ---- | ---- | ---- | ---- | ---- | ---- | -------- | --------- | ---- |
|                        | Partido Popular | 1a   | 0    | 2b   | 2c   | 2    | 2    | 3    | 3    | 3    | 3    | 4    | 2    | 2    | 1        | 2         | 2    |
|                        | PSOE            | 1    | 2    | 3    | 3    | 3    | 3    | 2    | 2    | 2    | 2    | 1    | 1    | 1    | 2        | 1         | 2    |
|                        | Ciudadanos      |      |      |      |      |      |      |      |      |      |      |      | 1    | 1    | 1        | 0         |      |
|                        | Vox             |      |      |      |      |      |      |      |      |      |      |      | 0    | 0    | 0        | 1         | 1    |
|                        | PRC             |      |      |      |      |      | 0    |      |      |      |      | 0    |      |      | 1        | 1         |      |
|                        | Unidas Podemos  |      |      |      |      |      |      |      |      |      |      |      | 1    | 1d   | 0        | 0         | 0    |
| Partidos desaparecidos |                 |      |      |      |      |      |      |      |      |      |      |      |      |      |          |           |      |
|                        | UCD             | 3    | 3    |      |      |      |      |      |      |      |      |      |      |      |          |           |      |
| Total                  | Total           | 5    | 5    | 5    | 5    | 5    | 5    | 5    | 5    | 5    | 5    | 5    | 5    | 5    | 5        | 5         | 5    |

a Los resultados corresponden a los de Alianza Popular.

b Los resultados corresponden a los de Alianza Popular-Partido Demócrata Popular (AP-PDP).

c Los resultados corresponden a los de Coalición Popular.

d Los resultados corresponden a la coalición Unidos Podemos, alianza bajo la que Podemos e Izquierda Unida de Cantabria se presentaron a las elecciones de junio de 2016.

## Senado

### Senadores obtenidos por partido (1977-2023)
| Candidatura            | Candidatura     | 1977 | 1979 | 1982 | 1986 | 1989 | 1993 | 1996 | 2000 | 2004 | 2008 | 2011 | 2015 | 2016 | 2019 (I) | 2019 (II) | 2023 |
| ---------------------- | --------------- | ---- | ---- | ---- | ---- | ---- | ---- | ---- | ---- | ---- | ---- | ---- | ---- | ---- | -------- | --------- | ---- |
|                        | Partido Popular | 0*   | 0    | 1*   | 1*   | 1    | 1    | 3    | 3    | 3    | 3    | 3    | 3    | 3    | 1        | 3         | 3    |
|                        | PSOE            | 1    | 1    | 3    | 3    | 3    | 3    | 1    | 1    | 1    | 1    | 1    | 1    | 1    | 3        | 1         | 1    |
| Partidos desaparecidos |                 |      |      |      |      |      |      |      |      |      |      |      |      |      |          |           |      |
|                        | UCD             | 3    | 3    | 0    |      |      |      |      |      |      |      |      |      |      |          |           |      |
| Total                  | Total           | 4    | 4    | 4    | 4    | 4    | 4    | 4    | 4    | 4    | 4    | 4    | 4    | 4    | 4        | 4         | 4    |

- En las Elecciones generales de 1986, el Partido Popular se presentó como Coalición Popular (CP).